# Саутерн-Пайнс (Північна Кароліна)
Саутерн-Пайнс (англ. Southern Pines) — місто (англ. town) в США, в окрузі Мур штату Північна Кароліна. Населення — 15 545 осіб (2020).

## Географія
Саутерн-Пайнс розташований за координатами 35°11′31″ пн. ш. 79°23′46″ зх. д. / 35.19194° пн. ш. 79.39611° зх. д. (35.191842, -79.396157).  За даними Бюро перепису населення США в 2010 році місто мало площу 43,57 км², з яких 43,11 км² — суходіл та 0,46 км² — водойми.

## Демографія
Згідно з переписом 2010 року, у місті мешкали 12 334 особи в 5866 домогосподарствах у складі 3304 родин. Густота населення становила 283 особи/км².  Було 6859 помешкань (157/км²).
Расовий склад населення:
| - 71,7 % — білих - 24,0 % — чорних або афроамериканців - 0,8 % — азіатів - 0,6 % — корінних американців - 0,1 % — вихідців з тихоокеанських островів - 1,3 % — осіб інших рас |

До двох чи більше рас належало 1,4 %. Частка іспаномовних становила 3,9 % від усіх жителів.
За віковим діапазоном населення розподілялося таким чином: 20,0 % — особи молодші 18 років, 52,5 % — особи у віці 18—64 років, 27,5 % — особи у віці 65 років та старші. Медіана віку мешканця становила 47,0 року. На 100 осіб жіночої статі у місті припадало 82,0 чоловіків;  на 100 жінок у віці від 18 років та старших — 78,2 чоловіків також старших 18 років.
Середній дохід на одне домашнє господарство  становив 77 600 доларів США (медіана — 46 377), а середній дохід на одну сім'ю — 106 675 доларів (медіана — 75 909). Медіана доходів становила 52 190 доларів для чоловіків та 37 425 доларів для жінок. За межею бідності перебувало 15,9 % осіб, у тому числі 26,1 % дітей у віці до 18 років та 9,8 % осіб у віці 65 років та старших.
Цивільне працевлаштоване населення становило 5063 особи. Основні галузі зайнятості: освіта, охорона здоров'я та соціальна допомога — 31,9 %, мистецтво, розваги та відпочинок — 11,9 %, науковці, спеціалісти, менеджери — 10,2 %, роздрібна торгівля — 9,6 %.